# 阿賴漢 (阿賴漢區)
阿賴漢（西班牙語：Arraiján），是巴拿馬的城鎮，位於該國中東部，由西巴拿馬省的阿賴漢區負責管轄，面積53.4平方公里，海拔高度141米，2010年人口41,041，人口密度每平方公里768.6人。